# Tylžský mír
Tylžský mír byl uzavřen v Tylži (tehdy pruské město Tilsit, nyní Sovětsk na hranici Kaliningradské oblasti Ruska s Litvou) mezi Francií a Ruskem 7. července 1807 a mezi Francií a Pruskem 9. července téhož roku.
Rusko vyšlo bez územních ztrát a navíc připojilo Białystok. Muselo uznat Rýnský spolek, Varšavské knížectví a další státy v západní Evropě pod francouzským vlivem. Rusko také slíbilo podílet se na usmíření britsko-francouzského konfliktu a pokud by se to nepodařilo, stát se spojencem Francie. Francie se zase zavázala zprostředkovat mír mezi Ruskem a Tureckem. Dalšími souvisejícími dohodami pak byly rozděleny sféry vlivu v Evropě.
Prusko se vzdalo levého břehu Labe ve prospěch Vestfálského království a zabraného polského území z druhého a třetího dělení Polska, na kterém vzniklo Varšavské knížectví. Dále se zavázalo platit vysokou válečnou kontribuci, zabezpečit silniční spojení mezi Saskem a Varšavským knížectvím, připojit se ke kontinentální blokádě a omezit velikost své armády na 42 tisíc mužů. Do doby, než zaplatí kontribuci, měla na území Pruska zůstat francouzská armáda.
Spojenectví Ruska a Francie trvalo ale jen do roku 1810 a už v roce 1812 mezi nimi vypukl nový konflikt vpádem císařské Napoleonovy armády do Ruska.